# Chennevières-sur-Marne
Chennevières-sur-Marne is een gemeente in het Franse departement Val-de-Marne (regio Île-de-France) en telt 17.837 inwoners (1999). De plaats maakt deel uit van het arrondissement Nogent-sur-Marne.

## Geografie
De oppervlakte van Chennevières-sur-Marne bedraagt 5,3 km², de bevolkingsdichtheid is 3365,5 inwoners per km².
De onderstaande kaart toont de ligging van Chennevières-sur-Marne met de belangrijkste infrastructuur en aangrenzende gemeenten.

## Demografie
Onderstaande figuur toont het verloop van het inwonertal (bron: INSEE-tellingen).